# Јужноафричка Република на Светском првенству у атлетици на отвореном 2022.
Јужноафричка Република је учествовала на 18. Светском првенству у атлетици на отвореном 2022. одржаном у Јуџину од 15. до 25. јула петнаести пут. Репрезентацију Јужноафричке Републике представљало је 39 такмичара (26 мушкараца и 13 жена) који су се такмичили у 26 дисциплина (15 мушких и 11 женских).,
На овом првенству такмичари Јужноафричке Републике нису освојили ниједну медаљу. У табели успешности према броју и пласману такмичара који су учествовали у финалним такмичењима (првих 8 такмичара) Јужноафричка Република је са 4 учесника у финалу заузела 33 место са 12 бодова.
| Плас. | Земља        | 1. место | 2. место | 3. место | 4. место | 5. место | 6. место | 7. место | 8. место | Бр. финал. | Бод. |
| ----- | ------------ | -------- | -------- | -------- | -------- | -------- | -------- | -------- | -------- | ---------- | ---- |
| 33.   | Јужна Африка | 0        | 0        | 0        | 0        | 2        | 1        | 0        | 1        | 5          | 12   |

## Учесници
| Мушкарци: - Акани Симбине — 100 м, 4x100 м - Гифт Леотлела — 100 м, 4x100 м - Фелипе Барди — 100 м - Луксоло Адамс — 200 м - Синезифо Дамбиле — 200 м - Шон Масвангањи — 200 м - Вејд ван Никерк — 400 м - Закити Нене — 400 м - Тшепо Тшите — 800 м - Mafori Ryan Mphahlele — 1.500 м - Адријан Вилдшут — 5.000 м - Precious Lesiba Mashele — 5.000 м - Мелихаја Франс — Маратон - Тумело Мотлагале — Маратон - Антонио Алкана — 110 м препоне - Соквакхана Зазини — 400 м препоне - Clarence Munyai — 4x100 м - Емиле Ерасмус — 4x100 м - Хенричо Бруинтжиес — 4x100 м - Вејн Шнјман — 20 км ходање, 35 км ходање - Рушвал Самаи — Скок удаљ - Јохан ван Вурен — Скок удаљ - Чезвил Џонсон — Скок удаљ - Хорхе Фернандез — Бацање диска - Вернер Висер — Бацање диска - Џон Гроблер — Бацање копља | Жене: - Карина Хорн — 100 м - Ширли Некхубуј — 200 м - Miranda Charlene Coetzee — 400 м, 4x400 м - Пруденс Секгодисо — 800 м - Кастер Семења — 5.000 м - Доминик Скот — 10.000 м - Марионе Фури — 100 м препоне - Зенеј ван дер Валт — 400 м препоне, 4x400 м - Тејлон Билт — 400 м препоне - Марли Вијоен — 4x400 м - Гонце Марта Мораке — 4x400 м - Ишке Сенекал — Бацање кугле - Џо-Ане ван Дајк — Бацање копља |  |

## Резултати

### Мушкарци
| Атлетичар                                                                    | Дисциплина    | Лични рекорд | Квалификације       | Квалификације | Полуфинале            | Полуфинале            | Финале                | Финале       | Детаљи |
| Атлетичар                                                                    | Дисциплина    | Лични рекорд | Резултат            | Место         | Резултат              | Место                 | Резултат              | Место        | Детаљи |
| ---------------------------------------------------------------------------- | ------------- | ------------ | ------------------- | ------------- | --------------------- | --------------------- | --------------------- | ------------ | ------ |
| Акани Симбине                                                                | 100 м         | 9,84 НР      | 10,07 кв            | 4. у гр. 5    | 9,97 (.966) КВ, ЛРС   | 1. у гр. 1            | 10,01 (.003)          | 5 / 67 (71)  |        |
| Гифт Леотлела                                                                | 100 м         | 9,94         | 10,19 (.187)        | 4. у гр. 6    | Нису се квалификовали | Нису се квалификовали | Нису се квалификовали | 28 / 67 (71) |        |
| Фелипе Барди                                                                 | 100 м         | 10,04        | 10,47               | 6. у гр. 5    | Нису се квалификовали | Нису се квалификовали | Нису се квалификовали | 44 / 67 (71) |        |
| Луксоло Адамс                                                                | 200 м         | 19,82        | 20,29 КВ            | 2. у гр. 6    | 20,09 кв              | 4. у гр. 2            | 20,47                 | 8 / 44 (49)  |        |
| Синезифо Дамбиле                                                             | 200 м         | 19,87        | 20,29 (.283) КВ, ЛР | 2. у гр. 5    | 20,47                 | 5. у гр. 1            | Није се квалификовао  | 16 / 44 (49) |        |
| Шон Масвангањи                                                               | 200 м         | 20,10        | 20,79               | 4. у гр. 2    | Ниje се квалификовао  | Ниje се квалификовао  | Ниje се квалификовао  | 37 / 44 (49) |        |
| Вејд ван Никерк                                                              | 400 м         | 43,03 СР     | 45,18 КВ            | 1. у гр. 1    | 44,75 КВ              | 2. у гр. 3            | 44,97                 | 5 / 41       |        |
| Закити Нене                                                                  | 400 м         | 44,92        | 45,69 КВ            | 3. у гр. 2    | 45,24                 | 4. у гр. 1            | Није се квалификовао  | 11 / 41      |        |
| Тшепо Тшите                                                                  | 800 м         | 1:44,59      | 1:47,61 (.604)      | 6. у гр. 4    | Нису се квалификовали | Нису се квалификовали | Нису се квалификовали | 31 / 42 (45) |        |
| Mafori Ryan Mphahlele                                                        | 1.500 м       | 3:35,36      | 3:39,17             | 12. у гр. 1   | Нису се квалификовали | Нису се квалификовали | Нису се квалификовали | 25 / 41 (42) |        |
| Адријан Вилдшут                                                              | 5.000 м       | 13:09,30     | 13:44,32            | 18. у гр. 1   |                       |                       | Нису се квалификовали | 30 / 41 (42) |        |
| Precious Lesiba Mashele                                                      | 5.000 м       | 13:11,65     | 13:52,37            | 15. у гр. 2   | 34 / 41 (42)          |                       | Нису се квалификовали |              |        |
| Мелихаја Франс                                                               | Маратон       | 2:11:28      |                     |               |                       |                       | 2:09:24 ЛР            | 18 / 55 (73) |        |
| Тумело Мотлагале                                                             | Маратон       | 2:11:15      | 2:20:21             | 52 / 54 (63)  |                       |                       |                       |              |        |
| Антонио Алкана                                                               | 110 м препоне | 13,11 НР     | 13,64               | 5. у гр. 5    | Није се квалификовао  | Није се квалификовао  | Није се квалификовао  | 33 / 36 (41) |        |
| Соквакхана Зазини                                                            | 400 м препоне | 48,73        | 50,09 кв            | 5. у гр. 2    | 50,22                 | 7. у гр. 3            | Није се квалификовао  | 20 / 35 (38) |        |
| Емиле Ерасмус Гифт Леотлела Clarence Munyai Акани Симбине Хенричо Бруинтжиес | 4 х 100 м     | 37,65 НР     | 38,31 КВ, НРС       | 4. у гр. 2    |                       |                       | 38,10                 | 6 / 13 (16)  |        |
| Вејн Шнјман                                                                  | 20 км ходање  | 1:20:17      |                     |               |                       |                       | 1:21:23               | 12 / 43 (45) |        |
| Вејн Шнјман                                                                  | 35 км ходање  | 2:32:52 НР   | 2:31:15 АФР, НР, ЛР | 20 / 40 (50)  |                       |                       |                       |              |        |
| Рушвал Самаи                                                                 | Скок удаљ     | 8,49         | 7,86 ЛРС            | 8. у гр. А    |                       |                       | Нису се квалификовали | 15 / 26 (27) |        |
| Јохан ван Вурен                                                              | Скок удаљ     | 8,16         | 7,79                | 11. у гр. Б   | 19 / 26 (27)          |                       | Нису се квалификовали |              |        |
| Чезвил Џонсон                                                                | Скок удаљ     | 8,26         | Без пласмана        | Без пласмана  | Није се квалификовао  | Није се квалификовао  |                       |              |        |
| Виктор Хоган                                                                 | Бацање диска  | 65,33        | 60,51               | 13. у гр. Б   | Нису се квалификовали | 24 / 29 (30)          |                       |              |        |
| Вернер Висер                                                                 | Бацање диска  | 61,99        | 60,51               | 13. у гр. А   | Нису се квалификовали | 27 / 29 (30)          |                       |              |        |
| Џон Гроблер                                                                  | Бацање копља  | 80,59        | 76,30               | 11. у гр. А   | Нису се квалификовали | 23 / 27 (28)          |                       |              |        |

### Жене
| Атлетичарка                                                                    | Дисциплина    | Лични рекорд | Квалификације        | Квалификације | Полуфинале            | Полуфинале            | Финале                | Финале       | Детаљи |
| Атлетичарка                                                                    | Дисциплина    | Лични рекорд | Резултат             | Место         | Резултат              | Место                 | Резултат              | Место        | Детаљи |
| ------------------------------------------------------------------------------ | ------------- | ------------ | -------------------- | ------------- | --------------------- | --------------------- | --------------------- | ------------ | ------ |
| Карина Хорн                                                                    | 100 м         | 10,98 НР     | 11,29 (.288)         | 4. у гр. 4    | Нису се квалификовале | Нису се квалификовале | Нису се квалификовале | 32 / 49      |        |
| Ширли Некхубуј                                                                 | 200 м         | 23,19        | 23,46 (.452)         | 7. у гр. 4    | Нису се квалификовале | Нису се квалификовале | Нису се квалификовале | 36 / 44 (45) |        |
| Miranda Charlene Coetzee                                                       | 400 м         | 51,50        | 53,30                | 7. у гр. 1    | Нису се квалификовале | Нису се квалификовале | Нису се квалификовале | 41 / 43      |        |
| Пруденс Секгодисо                                                              | 800 м         | 1:58,41      | 2:01,60 кв           | 4. у гр. 5    | 2:00,01               | 4. у гр. 3            | Нису се квалификовале | 10 / 45      |        |
| Кастер Семења                                                                  | 5.000 м       | 15:31,50     | 15:46,12             | 13. у гр. 1   |                       |                       | Нису се квалификовале | 28 / 26 (29) |        |
| Рикенете Стенкамп                                                              | 100 м препоне | 12,81        | 12,97 (.962) кв, ЛРС | 6. у гр. 5    | 12,96 ЛРС             | 7. у гр. 2            | Нису се квалификовале | 16 / 36 (38) |        |
| Зенеј ван дер Валт                                                             | 400 м препоне | 55,05        | 57,11                | 6. у гр. 5    | Није се квалификовала | Није се квалификовала | Није се квалификовала | 31 / 36 (39) |        |
| Miranda Charlene Coetzee, Марли Вијоен, Гонце Марта Мораке, Зенеј ван дер Валт | 4 х 400 м     | 3:28,49 НР   | 3:34,68              | 7. у гр. 1    |                       |                       | Нису се квалификовале | 14 / 14 (16) |        |
| Ишке Сенекал                                                                   | Бацање кугле  | 17,56        | 15,40                | 15. у гр. Б   | 29 / 29               |                       | Нису се квалификовале |              |        |
| Џо-Ане ван Дајк                                                                | Бацање копља  | 61,61        | 57,79                | 9. у гр. Б    | 15 / 27 (29)          |                       | Нису се квалификовале |              |        |